# In bianco e nero
In bianco e nero è una canzone della cantautrice catanese Carmen Consoli, primo singolo estratto dal suo quarto album Stato di necessità del 2000.
Il brano ha partecipato al Festival di Sanremo 2000, piazzandosi settimo e sancendo finora l'ultima apparizione della cantante alla manifestazione in qualità di concorrente. Non è stato girato nessuno video musicale per accompagnare la promozione del singolo.
La canzone compare anche nell'album live Eco di sirene, pubblicato il 13 aprile 2018.

## Descrizione
La storia della canzone, parzialmente autobiografica, parte da un album di foto, in cui la cantante rivede alcune vecchie immagini della madre da bambina e da ragazza, e in esse riconosce i propri occhi e il proprio sorriso. Ma nonostante le somiglianze fisiche, le due donne non sono mai andate d'accordo, arrivando persino ad essere in competizione l'una con l'altra, e finendo per rimanere vittime di incomprensioni e malumori. Carmen Consoli ha dichiarato che l'ispirazione per la canzone arriva da foto vere della propria madre.
È stato frequentemente trasmesso in radio, raggiungendo la posizione numero 1 dell'airplay.

## Tracce
1. In bianco e nero
2. Non volermi male
3. L'animale (cover di Franco Battiato)

## Classifiche
| Classifica | Posizione |
| ---------- | --------- |
| Italia     | 10        |